# Place de Dakar (Bakou)
La place de Dakar (en azeri:Dakar meydanı) ou rond-point de Dakar est l'une des places situées dans la ville de Bakou, en Azerbaïdjan.
Elle se trouve près de la station de métro Neftçilər, à l'intersection de la rue Rustam Rustamov et de l’avenue Gara Garayev. Les habitants de Bakou la connaissent surtout sous le nom de "rond-point de Neftçilər". La place a été nommée en l'honneur de la ville de Dakar, capitale du Sénégal, jumelée avec Bakou. Les deux villes ont été jumelées en 1967. En septembre 1987, à l'occasion du 100e anniversaire de la fondation de la ville de Dakar, une délégation de la municipalité de Dakar a visité Bakou et s'est rendue sur la place de Dakar.
Au centre de la place se dresse un monument en forme de mausolée orné de mosaïques représentant des colombes et des symboles de salutation. Sur le côté se trouve un panneau décoratif en mosaïque illustrant les armoiries des deux villes, avec l’inscription en français Cités Unies. 